# Fullfoder
Fullfoder är ett system för utfodring, framför allt till mjölkkor, där alla fodermedel blandas. Oftast fodras fullfodret i fri tillgång. Då blandar man exempelvis ensilage, majsensilage, HP-massa (restprodukter från socker industrin), kraftfoder, drank (restprodukter från alkoholproduktionen) eller andra fodermedel som ger djuren en fullvärdig foderstat, har god smaklighet och ger en bra produktion.